# Renault Kwid
La Renault Kwid è un'autovettura prodotta a partire dal 2015 dalla casa automobilistica francese Renault.
Inizialmente destinato al solo mercato indiano, è stata poi destinata ai mercati cinese e sudamericano. La Kwid è la prima vettura ad essere basata sulla piattaforma CMF-A sviluppata congiuntamente da Renault e Nissan. La versione di produzione è stata presentata a maggio 2015. La versione brasiliana è stata messa in produzione nel 2017. Nel 2019 è iniziata la produzione in Cina, dove viene costruita anche la derivata elettrica Renault City K-ZE.